# Vouvray
Vouvray là một xã trong tỉnh Indre-et-Loire, thuộc vùng hành chính Centre-Val de Loire của nước Pháp, có dân số là 3.046 người (thời điểm 1999). Xã nằm cạnh thành phố lớn Tours, cạnh bờ sông Loire và là trụ sở hành chính của tổng Vouvray.

## Nhân khẩu học
| 1936  | 1954  | 1962  | 1968  | 1975  | 1982  | 1990  | 1999  |
| ----- | ----- | ----- | ----- | ----- | ----- | ----- | ----- |
| 2 249 | 2 619 | 2 753 | 2 725 | 2 606 | 2 469 | 2 933 | 3 046 |

## Các thành phố kết nghĩa
- Randersacke, Đức